# Echinopora horrida
Echinopora horrida är en korallart som beskrevs av James Dwight Dana 1846. Echinopora horrida ingår i släktet Echinopora och familjen Faviidae. IUCN kategoriserar arten globalt som nära hotad. Inga underarter finns listade i Catalogue of Life.